# Jihye Lee
Pour les articles homonymes, voir Lee.
Jihye Lee, née en 1983 en Corée du Sud, est une compositrice de jazz et cheffe d'orchestre d'origine sud-coréenne installée à Brooklyn.

## Biographie

### Jeunesse
Jihye Lee nait en 1983 en Corée du Sud.
Elle obtient un diplôme en performance vocale à l'université féminine de Dongduk (ko).

### Carrière de chanteuse
Jihye Lee rencontre ses premiers succès en Corée en tant que chanteuse indie pop. Elle publie plusieurs albums sous le nom de Jiyo.

### Carrière dans le jazz
En 2011, Jihye Lee décide de partir aux États-Unis pour approfondir son étude du chant au Berklee College of Music. Elle y découvre le son du big band, pour lequel elle a un « coup de foudre »,. Elle remporte deux années consécutives le prix Duke Ellington de Berklee.
Elle s'installe à New York en 2015, et grâce à des bourses et au soutien de la Fondation culturelle CJ, elle étudie à la Manhattan School of Music auprès de Jim McNeely (en). Le fait de voir sur les scènes new-yorkaises des nombreuses femmes musiciennes lui donne une nouvelle confiance en elle.
Son premier album April, auto-produit en 2017, bénéficie d'un financement participatif. Il est inspiré par la tragédie survenue le 26 avril 2014, quand un ferry voyageant de Incheon à Jeju fait naufrage, faisant plus de 300 morts. Coproduit par Greg Hopkins, professeur de composition au Berklee College of Music, on y entend la voix de Jihye Lee avec un orchestre de vingt musiciens de Berklee et de la région de Boston. Il est salué par la critique,,.
Paru en mars 2021 chez Motéma Music, son deuxième album Daring Mind est produit par Jihye Lee et Darcy James Argue (en). On y entend un orchestre de 15 musiciens, avec le trompettiste Sean Jones (en) en invité,. On y trouve des compositions de sa série Mind (« esprit »), notamment Unshakable Mind, un hommage à Charlie Parker qui a remporté le prix de Composition jazz de la fondation BMI, et Revived Mind, une commande de Manny Albam de 2018,. L'album est salué par la critique,,,,,.
Une bourse Toulmin permet à Jihye Lee de retourner en Corée étudier les rythmes coréens traditionnels. On retrouve ces rythmes, portés par le percussionniste d'origine japonaise Keita Ogawa, dans chacun des morceaux de son troisième album, Infinite Connections, sorti en 2024. L'orchestre est composé de 18 musiciens, avec le trompettiste Ambrose Akinmusire invité sur deux titres. L'album naît à la suite de la mort de grand-mère, décédée en 2020 de la maladie d'Alzheimer à 85 ans ; le morceau Born in 35 est d'ailleurs une évocation de la vie de son aïeule. À travers la notion de Han, décrit comme « un traumatisme intergénérationnel causé par la colonisation et la guerre », l'album est une réflexion sur les liens intergénérationnels, le patriarcat, la maternité et le rôle de la femme en Corée. Infinite Connections est salué par la critique,,.
Elle a également écrit de la musique pour l'orchestre de Jazz at Lincoln Center avec Wynton Marsalis, ainsi que pour l'orchestre de jeunes musiciens de Carnegie Hall NYO Jazz.

## Récompenses
- Alors qu'elle est étudiante au Berklee College of Music, elle remporte deux années consécutives le prix Duke Ellington, décerné par l'établissement[3]
- 2018 : prix Charlie Parker de composition jazz de la fondation BMI pour Unshakable Mind[16],[3]
- 2020 : ASCAP Foundation/Symphonic Jazz Orchestra Commissioning Prize[3]

## Style
Son expérience dans l'indie pop coréenne lui permet d'approcher la composition en mettant l'accent sur les mélodies et en imaginant un personnage ou une histoire pour chaque morceau. Jihye Lee compose d'une manière narrative, comme elle tiendrait un journal. Chaque morceau qui compose ses albums est comme un instantané documentant sa vie à New York (Daring Mind) ou son rapport à sa famille (Infinite Connections),. Comme elle n'est pas instrumentiste, elle réfléchit d'abord en termes d'image, d'émotion ou de message à transmettre, avant de trouver un moyen de l'exprimer en musique.
On peut rapprocher son écriture de celle de Gil Evans, Maria Schneider ou Bob Brookmeyer,,.
Elle réfléchit à la façon d'intégrer le bagage musical de Corée avec le langage du jazz new-yorkais, notamment par le travail du rythme,.

## Discographie

### Jihye Lee Orchestra
- 2017 : April (auto-produit)
- 2021 : Daring Mind (Motéma Music)
- 2024 : Infinite Connections (Motéma Music)

## Liens
- (en) Site officiel
- Ressources relatives à la musique :   - All About Jazz
  - AllMusic
  - Bandcamp
  - Discogs
  - MusicBrainz
  - Shazam
  - Songkick
  - SoundCloud